# 卡利維尼
卡利維尼（英語：Calivigny）是加勒比海島國格林納達的村莊，位於該島南海岸，該國首都聖喬治東南部，由聖喬治區負責管轄，海拔高度為64米，2005年人口為217人。